# Gaio Servilio Strutto Ahala (console 427 a.C.)
Gaio Servilio Strutto Ahala (Roma, ... – ...; fl. V secolo a.C.) è stato un politico romano del V secolo a.C..

## Consolato
Nel 427 a.C. fu eletto al consolato con Lucio Papirio Mugillano.
L'anno passò senza che si arrivasse allo scontro con Veio, accusata di aver compiuto razzie in territorio romano l'anno prima, perché, a seguito del fallito tentativo di composizione pacifica della disputa con gli etruschi, i plebei ottennero che la guerra fosse votata dai comizi centuriati e che la sua conduzione fosse affidata ai tribuni consolari dell'anno successivo.